# Conservatoire de Paris
Conservatoire de Paris er en videregående uddannelsesinstitution for dans og musik i Paris, grundlagt i 1795. 
Konservatoriet udbyder uddannelse i dans, musik og drama. I 1946 blev skolen delt i to konservatorier, et for teater og drama med navnet Conservatoire National Supérieur d'Art Dramatique (CNSAD) og et for musik og dans Conservatoire National Supérieur de Musique et de Danse de Paris (CNSMDP). Skolerne hører til under departementet for kultur og kommunikation.